# Ana María Kamper
Ana María Kamper (Bogotá, 2 de julio de 1964) es una artista en el área de artes escénicas - Tarjeta profesional No 2520 expedida por el Ministerio de educación, 1995. Actriz de cine, teatro y televisión. Comenzó su formación artística en la danza clásica en la academia de ballet Anna Pavlova, luego con Priscilla Wellton y posteriormente con Carlos Jaramillo danza contemporánea y étnico en la academia Triknia Kabhelioz. Integró la compañía Colombiana de ballet de Colcultura (1984 - 1985). Locutora, Voice - Over egresada de la academia Arco - 1988. Docente de expresión corporal, voice training y actuación. De ascendencia austriaca.Gestora cultural registrada mediante el programa "Soy cultura" de Min. Cultura - Colombia.                                                                                                                                 
Interpretó a Gabriela Acevedo de Elizondo en la versión original de "Las aguas mansas", novela escrita por el maestro del suspenso Julio Jiménez, personaje con el cual alcanzó reconocimiento en el exterior. Contrastaba la severidad de la viuda de Elizondo con la empatía de Beatriz, su personaje en "Señora Isabel", seriado llevado a la pantalla con libretos de Bernardo Romero y Mónica Agudelo. El éxito de ambas producciones generó fueran adaptadas en varios países. Como villana alcanzó recordación interpretando a Carlota Uribe en "La otra en mi" bajo la dirección de Jorge Alí Triana, con quien trabajó también en el montaje "Enséñame a vivir", obra protagonizada por Fanny Mikey y dónde Ana María interpretó a Helen Chausen que representa uno de los personajes más desafiantes y significativos de su carrera, propuesta en la cual alternaba humor con drama que alcanzó gran aceptación por parte del público y la crítica. #AnaMariaKamper #TLN
De manera paralela se reconoce su desempeño como Voice-over, Lipsing y doblaje para diversos comerciales, cuñas y documentales con las agencias; Frecuencia creativa, Sancho Publicidad, Visión digital, Procesos creativos y Sonar Studio entre otras.

## Biografía
A los once años comenzó su formación artística en la danza y bailó profesionalmente hasta los 23 años para dedicarse por completo a la actuación, locución y docencia. Inició sus estudios de arte dramático en el Centro de expresión teatral - CET - bajo la dirección de Agustín Núñez y Francisco Rincón (qpd).                                                                                          Su trayectoria teatral comienza con la obra "El Diario de Ana Frank". Protagonizó luego "Entremeses" de Cervantes. En la obra "Macondo" interpretó a la abuela de la cándida Eréndira, personaje del realismo mágico del nóbel Gabriel García Márquez, caracterización que representó un importante desafio en su carrera y el reconocimiento positivo de la crítica. Continuó su formación con Rubén D'Pietro en el teatro el Balcón, complementando con diversos talleres tales como; "Formación de personajes" con Powell Nowicky basado en textos de Moliere y Tenesse Williams, fundamentos de Stanilavsky y Anton Chejov. "La máscara y el círculo neutro" con Ricardo Sarmiento y el grupo Mapa teatro. "Expresión corporal y los cuatro elementos" con Carlos Araque y Norma Ricardo. "Puesta en escena" con Carlos La Rosa y "el actor y el personaje" con Victor Mallarino. Tras protagonizar "Las preciosas ridículas", participó en "Pantaleón y las visitadoras" y "Tartufo", dirigidas por Jaime Arturo Gómez en el teatro de la Carrera. Incursionó en la dramaturgia tomando talleres de escritura creativa con Carlos Duplat, Aldo Boetto, Fernando Gaitán, José Assad y Fabio Rubiano. De manera paralela continuó su formación tomando talleres en la casa del teatro Nacional de técnica Feldenkrais, improvisación e interpretación con base en textos de William Shakespeare, Match de impro con el grupo "La gata", entre otros cursos y talleres.
Con la obra "Equus" bajo la dirección de Germán Quintero, se vinculó al teatro Nacional Fanny Mikey donde formó parte de los montajes; "Compañía, Hombres, Enséñame a vivir, La señorita Julia, Monólogos y Amores que matan", además de otras puestas en escena infantiles y pedagógicas como; "El traje nuevo del emperador y Blancanieves".
Tras participar en algunos comerciales y unitarios, comenzó su carrera televisiva en el año 1991, cuando el director Pepe Sánchez la descubrió dándole el personaje de Ofelia en el seriado de Cenpro "Espérame al final", personaje por el cual fue nominada actriz revelación en los premios India Catalina, lo que significó el comienzo de una amplia y versátil carrera en el teatro y la televisión. Recordada por su interpretación en "las Aguas mansas" como Gabriela Acevedo de Elizondo, por el cual recibió el premio Mara en la cumbre del Ávila en Venezuela como mejor actriz internacional. 
Su carrera se extiende al cine donde ha participado en películas como; "Terminal, Colombianos un acto de fe, Buscando a Miguel, Humo en tus ojos, La Milagrosa y Los Oriyinales". Representante: Mónica Peña, Talento Casa sin fin - Video reel B&N casting Casa SinFin.  
Se desempeñó como jefe de producción y realizadora en la plataforma de educación virtual Bizmark Institut en el año 2015 y como directora artística de la fundación Metáforas - Ricardo Mera Producciones - realizando vídeos corporativos e institucionales.                                 En el año 2016 se vinculó al Instituto de artes aplicadas LCI - Bogotá, alternando su trabajo profesional con la docencia en las áreas de; Fundamentación creativa, análisis de texto, puesta en escena, entrenamiento de la voz, caracterización de personajes, realización escénica, producción y gestión cultural, para luego asumir la dirección del programa «Producción escénica y visual» en LCI - Bogotá - 2017 a 2019. Su gestión incluyó elaborar, sustentar e implementar la renovación del programa a su cargo ante el Ministerio de educación, resultando Aprobada.                                                                                          
Incursionó también en la dramaturgia con las obras "El Despertar de Fanaia"; porque todo tiempo futuro, puede ser mejor - 2018. "Como en la vida real", artículo para la revista Cronopio 2007. "En un rincón del alma" - 2004. "De Dios para ti", musical - 2001, entre otras. Creadora del proyecto «El Dorado - Itinerante», adaptación narrativa seleccionada ganadora en la convocatoria Comparte lo que somos de Min. Cultura - 2020 - Arte, cultura y patrimonio, proyecto avalado por CoCrea.                                                                                                            Este conjunto de experiencias, conocimientos y aprendizajes continuos, condujeron a enfocar sus intereses mediante la gestión cultural. 

### Carrera
Realizó sus estudios básicos en el colegio Mater Dei y se graduó en el colegio la Enseñanza - 1983. Entre 1972 y 1988 estudió ballet clásico, jazz y danza contemporánea. Arte dramático entre 1984 y 2007, en 1987 estudió locución. Música y solfeo en el 2005. De manera paralela  diversos cursos y talleres de interpretación, caracterización de personajes y escrituras creativas. Agente cultural del programa "Soy Cultura" como Gestora cultural.  

## Filmografía

### Televisión
| Año       | Título                              | Personaje                                       |
| --------- | ----------------------------------- | ----------------------------------------------- |
| 2018      | La ley secreta                      | Madre de Tatiana                                |
| 2017      | Sobreviviendo a Escobar, alias J.J. | Sofía Ramírez (familiar de una víctima de JJ)   |
| 2017      | Venganza                            | Irene Mayer                                     |
| 2017      | La ley del corazón                  |                                                 |
| 2016      | Todo es prestao                     | Socorro                                         |
| 2016      | La niña                             | Madre de Nancy Segura                           |
| 2016      | Yo soy Franky                       | Brigitte, Mamá de Paul y Segundo Mejía          |
| 2016      | El tesoro                           | Beatriz, Mamá de Sebastián y exesposa de Matias |
| 2016      | Mujeres al límite                   | Sulma Ep: "Negocio de familia"                  |
| 2013-2014 | Mentiras perfectas                  | Glorita de Arciniegas                           |
| 2013      | Los graduados                       | Ana María Rey "Nani".                           |
| 2012      | Mujeres asesinas                    | Margarita.                                      |
| 2012-2013 | A mano limpia 2                     | Estela Vda de Pizarro                           |
| 2012      | ¿Dónde carajos está Umaña?          | Lorenza Nieto de Daza                           |
| 2011      | Los caballeros las prefieren brutas | Ambrosia                                        |
| 2011      | Mujeres al límite                   | Varios personajes                               |
| 2011      | A corazón abierto                   | Adela de Cepeda                                 |
| 2010-2011 | A mano limpia                       | Estela Nieto de Pizarro                         |
| 2010      | Niñas mal                           | Sigfrida, madre de Greta                        |
| 2010      | A corazón abierto                   | Adela de Cepeda                                 |
| 2010      | Los Victorinos                      | Myriam de Salinas                               |
| 2010      | Operación Jaque                     | Andrea                                          |
| 2010      | Rosario Tijeras                     | Ana M. Echegaray                                |
| 2008-2010 | Oye bonita                          | Marujita                                        |
| 2008      | La quiero a morir                   | Elisa                                           |
| 2007      | Montecristo                         | Leticia de Lombardo                             |
| 2007      | El ventilador                       | Beatriz                                         |
| 2006-2008 | En los tacones de Eva               | Maruja de Caballero                             |
| 2004      | Todos quieren con Marilyn           | Piedad de Pachón                                |
| 2004      | Me amarás bajo la lluvia            | Helena de Pachón                                |
| 2004      | Casados con hijos                   | Profesora de Kelly                              |
| 2003      | Punto de giro                       | Prudencia                                       |
| 2003      | La jaula                            | Alicia                                          |
| 2002      | Pobre Pablo                         | Ligia de Santamaría                             |
| 2001      | Juan Joyita                         | María Paulina Caballero de Villa                |
| 2000      | Adónde va Soledad                   | Cristina                                        |
| 2000      | Brujeres                            | Magdalena ("Maggy")                             |
| 1999      | Tabú                                | Alina                                           |
| 1998      | Carolina Barrantes                  | Rita                                            |
| 1997      | Hombres                             | Eugenia de Miranda                              |
| 1997      | Sobrevivir                          | Tía Encarnación Visbal                          |
| 1996      | Leche -Comedia                      |                                                 |
| 1996      | Sueños y espejos                    |                                                 |
| 1996      | Otra en mí                          | Carlota Uribe                                   |
| 1996      | Cartas a Harrison                   | Esperanza                                       |
| 1995      | Oro                                 |                                                 |
| 1994      | Las aguas mansas                    | Gabriela Acevedo de Elizondo                    |
| 1994      | Amanda, tortas y suspiros           | Helenita                                        |
| 1994      | O todos en la cama                  | Eulalia de Vega                                 |
| 1993      | Señora Isabel                       | Beatriz                                         |
| 1993      | Mi única verdad                     |                                                 |
| 1993      | Shampoo                             | Rita Pombo de Shoeder                           |
| 1992      | Espérame al final                   | Ofelia                                          |
| 1992      | La maldición del paraíso            | Luisita de Ribera                               |
| 1992      | Fronteras del regreso               | Ginger Rogers                                   |
| 1992      | Padres e hijos                      |                                                 |

## Cine
| Año  | Película                          | Personaje         |
| ---- | --------------------------------- | ----------------- |
|      |                                   |                   |
| 2009 | Poker                             | Doctora Sepúlveda |
| 2009 | La Milagrosa                      | Amparo            |
| 2005 | Buscando a Miguel                 | Leonor            |
| 2004 | Colombianos, un acto de fe        | Alba              |
| 2000 | Terminal                          |                   |
| 1999 | Humo en tus ojos                  | Elvira Buraglia   |
| 1997 | No morirás, Armero un día después | Carmen Durango    |

## Teatro
| Año       | Teatro                                                                                 | Personaje                                  |
| --------- | -------------------------------------------------------------------------------------- | ------------------------------------------ |
| 2013      | La Reina Madre                                                                         | Raquel                                     |
| 2011      | Amores que matan - Teatro Nal- Adaptación de la obra Central Park West de Woody Allen, | Carol                                      |
| ?         | Doña Flor y sus dos maridos - Teatro Arlequín - Director Jorge Alí Triana              | N/d                                        |
| 2002-2010 | Monólogos de la vagina - Teatro                                                        | N/d                                        |
| 2003      | Entretelones - Teatro                                                                  | la Señora Clacket                          |
| 2001      | Enséñame a vivir - Teatro                                                              | Helen                                      |
| 2000      | La señorita Julia - Teatro Cristina                                                    |                                            |
| 1996      | Compañía - Teatro                                                                      | Magda                                      |
| 1995      | Los caballeros las prefieren rubias - Teatro                                           | N/d                                        |
| 1994      | Equus - Teatro                                                                         | Sicologa                                   |
| 1993      | Divertimentos - Teatro                                                                 | N/d                                        |
| 1992      | Tartufo - Teatro                                                                       | Belmira                                    |
| 1991      | Pantaleón y las visitadoras- Teatro                                                    | Visitadora y locutora de la voz del Sinchi |
| 1991      | Las preciosas ridículas- Teatro,                                                       | Alternaba Cathos y Madelon                 |
| 1990      | Entremeses - Teatro                                                                    | Cristinica                                 |
| 1989      | Macondo, la increíble y triste historia de la abuela desalmada - Teatro                | La abuela desalmada                        |
| 1988      | El diario de Ana Frank- Teatro                                                         | Edith Frank                                |

## Premios y nominaciones

### Premios TVyNovelas
| Año  | Categoría                             | Telenovela o Serie | Resultado |
| ---- | ------------------------------------- | ------------------ | --------- |
| 2001 | Mejor Actriz de Reparto               | Pobre Pablo        | Nominada  |
| 1997 | Mejor Actriz Antagónica de Telenovela | Otra en mí         | Nominada  |

### Premios India Catalina
| Año  | Categoría               | Telenovela o Serie         | Resultado |
| ---- | ----------------------- | -------------------------- | --------- |
| 2013 | Mejor actriz de reparto | ¿Dónde carajos está Umaña? | Nominada  |
| 1993 | Mejor revelación        | Espérame al final          | Nominada  |

### Otros premios obtenidos
- Premio Mara en Venezuela a Mejor Actriz Internacional, por Las aguas mansas.